# АЭС Крюа
АЭС Крюа (фр. Centrale nucléaire de Cruas) — действующая атомная электростанция на юго-востоке Франции в регионе Овернь — Рона — Альпы. 
Станция расположена на берегу реки Рона на территории коммуны Крюа в департаменте Ардеш в 10 км на север от города Монтелимар.
АЭС включает в свой состав 4 энергоблока, на которых используются реакторы с водой под давлением (PWR) CP2 разработки Framatome мощностью 900 МВт каждый. Для охлаждения используется вода из реки Роны.
АЭС вырабатывает 4-5% от всей электроэнергии, производимой во Франции и обеспечивает 40% годового потребления электроэнергии в районе Рона - Альпы.

## Информация об энергоблоках
| Энергоблок | Тип реакторов | Мощность | Мощность | Начало строительства | Физпуск    | Подключение к сети | Ввод в эксплуатацию | Закрытие |
| Энергоблок | Тип реакторов | Чистый   | Брутто   | Начало строительства | Физпуск    | Подключение к сети | Ввод в эксплуатацию | Закрытие |
| ---------- | ------------- | -------- | -------- | -------------------- | ---------- | ------------------ | ------------------- | -------- |
| Крюа-1     | PWR, CP2      | 915 МВт  | 956 МВт  | 01.08.1978           | 02.04.1983 | 29.04.1983         | 02.04.1984          | —        |
| Крюа-2     | PWR, CP2      | 915 МВт  | 956 МВт  | 15.11.1978           | 01.08.1984 | 06.09.1984         | 01.04.1985          | —        |
| Крюа-3     | PWR, CP2      | 915 МВт  | 956 МВт  | 15.04.1979           | 09.04.1984 | 14.05.1984         | 10.09.1984          | —        |
| Крюа-4     | PWR, CP2      | 915 МВт  | 956 МВт  | 01.10.1979           | 01.10.1984 | 27.10.1984         | 11.02.1985          | —        |